# Euphorbia nigrispinoides
Euphorbia nigrispinoides es una especie fanerógama perteneciente a la familia de las euforbiáceas. Es endémica de Etiopía.

## Descripción
Es un arbusto o árbol con el tronco bien definido, llegando a alcanzar un tamaño de ± 3 m de altura, la copa redondeada, relativamente abierta, las ramas en propagación ascendente, eventualmente caducas, dejan el fuste limpio, los tallos con (3 -) 4-5 ángulos, de 12-17 (-20) mm de espesor, por lo general sólo oscuramente segmentado.

## Ecología
Se encuentra en los flujos relativamente recientes de basalto esponjoso y cenizas volcánicas con una poca cobertura, en los bosques de hoja caduca con Pistacia falcata, Terminalia brownii, Steganotaenia araliacea, etc; a una altitud de 1000-1450-1770 metros. A nivel local en una especie común.
Está muy cercana a Euphorbia polyacanthay Euphorbia nigrispina.

## Hábitat
Una especie que es común a nivel local sobre los flujos de lava en el bosque caducifolio abierto.

## Taxonomía
Euphorbia nigrispinoides fue descrita por Michael George Gilbert y publicado en Collectanea Botanica a Barcinonensi Botanico Instituto Edita 21: 72. 1992.
Etimología
Euphorbia: nombre genérico que deriva del médico griego del rey Juba II de Mauritania (52 a 50 a. C. - 23), Euphorbus, en su honor – o en alusión a su gran vientre –  ya que usaba médicamente Euphorbia resinifera. En 1753 Carlos Linneo asignó el nombre a todo el género.
nigrispinoides: epíteto que significa "similar a Euphorbia nigrispina".